# Schefferkamp

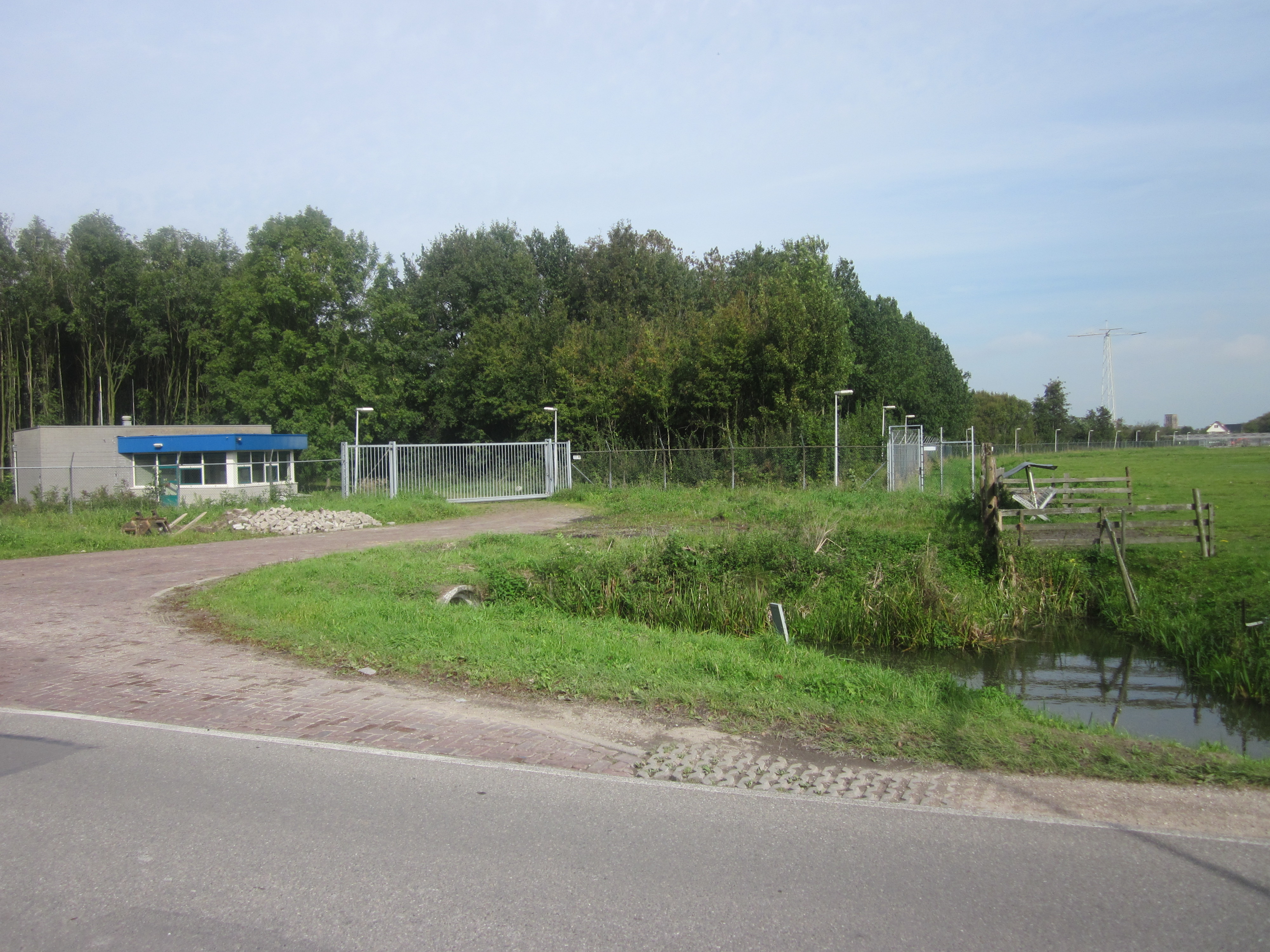
Situatie van de plaats waar het Schefferkamp heeft gestaan, september 2010.

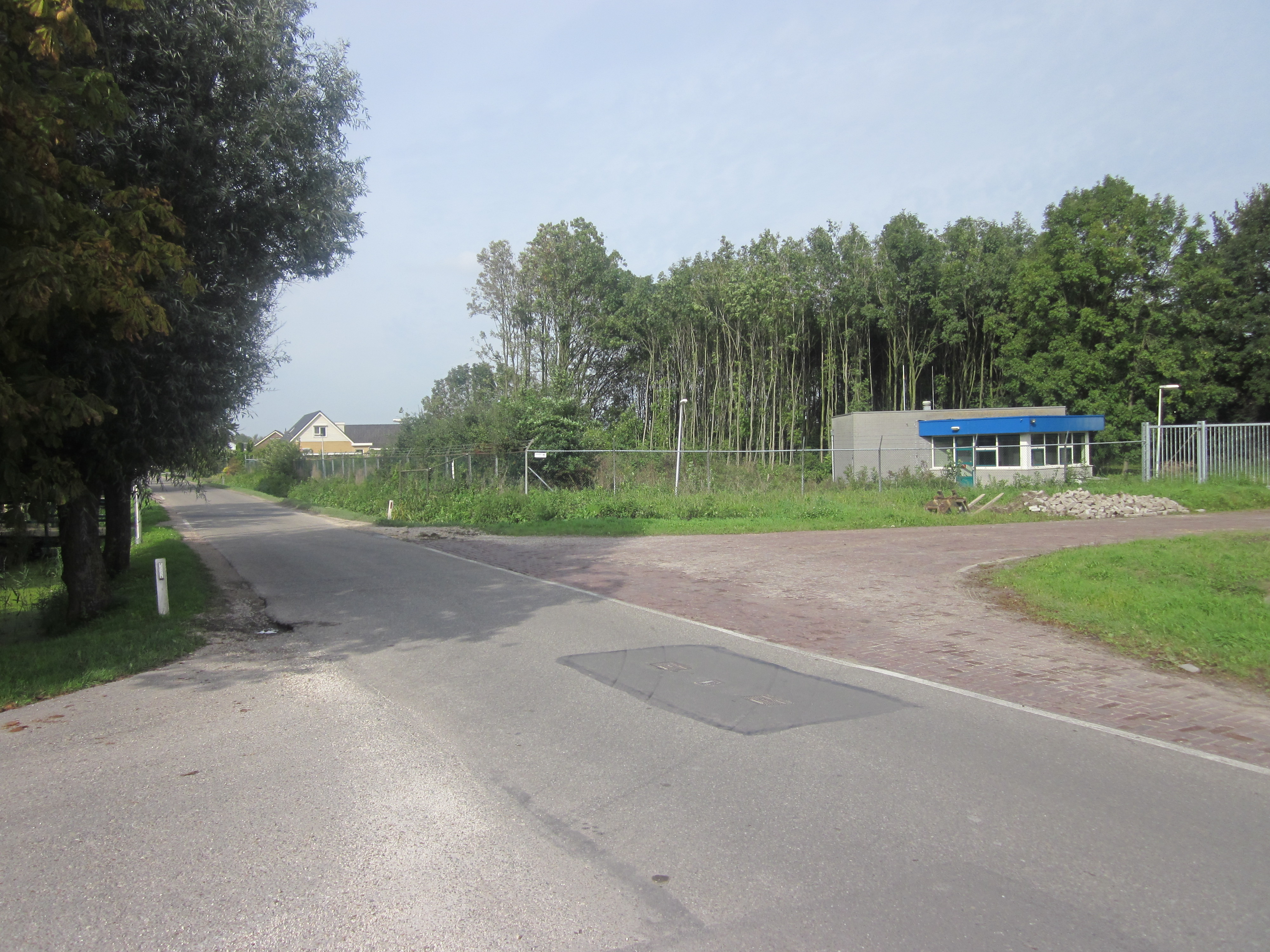
Ingang aan de Hoefweg

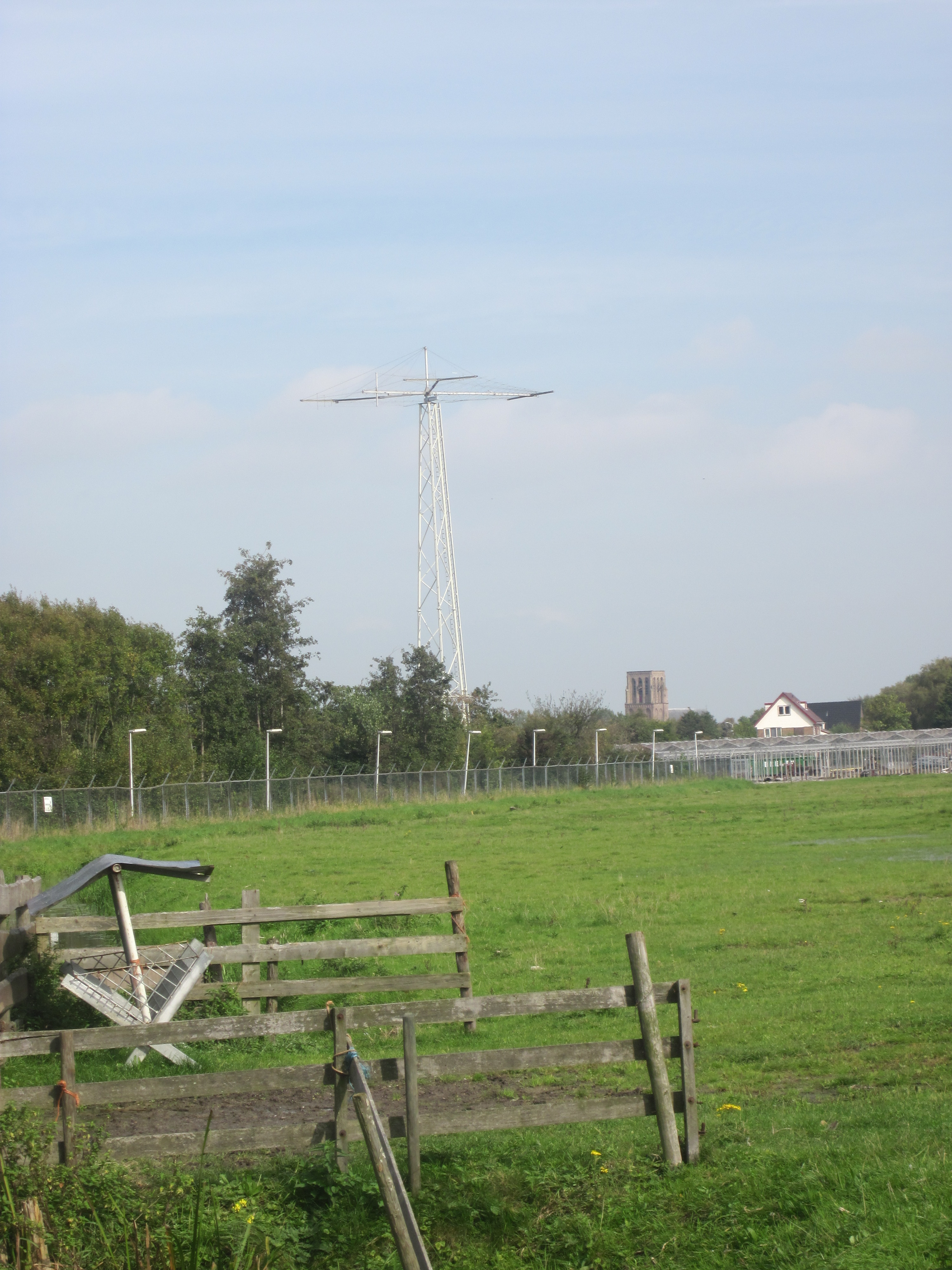
Antenne, met op de achtergrond de Domkerk van De Lier.

Het Schefferkamp was een Nederlands barakkenkamp in De Lier, Zuid-Holland van 1954 tot 1994. Na de Tweede Wereldoorlog kwam er behoefte aan een locatie voor een navigatiestation die gevonden werd in een polder in Maasland. De manschappen werden ondergebracht in het nieuw te bouwen kamp in De Lier dat vernoemd werd naar de vliegwaarnemer Jan Frederik Scheffer. Vanaf 1966 ging naast de Koninklijke Luchtmacht ook de Koninklijke Landmacht gebruikmaken van het kamp en in 1968 werd het kamp officieel overgedragen aan de landmacht. Door de slechte staat van de houten barakken en het vertrek van onderdelen werd het kamp op 1 juli 1994 gesloten.
Na de sluiting kreeg het kamp een nieuwe functie als asielzoekerscentrum waarbij de barakken werden gesloopt en wooncontainers werden geplaatst. Op 1 augustus 2003 werd het centrum gesloten en de wooncontainers weggehaald. 
In 2018 is er op het grondgebied van het Schefferkamp door Arcadia chrysanten een nieuwe duurzame kwekerij gebouwd voor de productie van geplozen chrysanten.

## Voorgeschiedenis
Na de Tweede Wereldoorlog moest de Nederlandse krijgsmacht opnieuw opgebouwd worden. De luchtverdediging was verouderd en moest gemoderniseerd worden. Men dacht daarbij aan een zelfstandig opererende luchtverdedigingsorganisatie, waarbij vliegtuigen ingezet konden worden met ondersteuning van radarstations en een operatiekamer, maar zonder luchtdoelartillerie. De belangrijkste taak zou het verdedigen van de landmacht, de havens en de steden zijn. Daarbij werden er in Nederland vijf radarstations ingericht. Deze Navigatiestations (NS) werden geplaatst in Delfzijl, Winterswijk, Den Helder, Nieuw-Milligen (zie: AOCS NM) en Scheveningen. Echter bleek de locatie in Scheveningen niet te voldoen dus kwam er een proefopstelling in Monster. Ook dat voldeed niet, waarna er in de toenmalige gemeente Maasland een geschiktere locatie werd gevonden. Daar werd het Navigatiestation Zuid-Holland (NS Zuid) gebouwd. De officieren en onderofficieren werden ondergebracht op de vliegbasis Ypenburg en de overige werknemers werden ondergebracht in het oude Rijksmagazijn De Kogelgieterij in Delft.
Door het uitbreken van de Koude Oorlog besloot men om bunkers te bouwen voor het onderbrengen van het radarstation. Van 1953 tot 1957 werd er gebouwd aan de bunkers met wanden van 3,5 tot 5 meter dik. Ook kwam er behoefte aan een barakkenkamp en een geschikte locatie werd in De Lier gevonden. Op 3 december 1953 ging de Lierse gemeenteraad akkoord met de verkoop van 6.61.40 hectare grond aan de Hoefweg voor een bedrag van fl 429.910,- (€ 195.000) aan de Staat der Nederlanden. De gemeente heeft gezorgd voor waterleidingen, een persgemaal, een zuiveringsinstallatie en een uitweg naar de Hoefweg. De gemeente kreeg daarvoor het recht op terugkoop.

## Naam
De Chef Luchtmachtstaf had voorgesteld om nieuw te bouwen kazernes te vernoemen naar officiervliegers die zich hadden onderscheiden in de strijd in Nederland of Nederlands-Indië. Gekozen werd om het te bouwen kamp te vernoemen naar de in Nederlands-Indië gesneuvelde vaandrig vliegwaarnemer J.F. Scheffer, Ridder Militaire Willems-Orde 4e klasse. Op 4 juni 1954 werd bepaald dat het kamp wat nog gebouwd moest worden de naam Schefferkamp zou krijgen.

## Bewoners

### Luchtmacht
Na de overdracht van de grond werd met de bouw van 22 overwegend houten gebouwen begonnen en in 1954 door NS 'Zuid' in gebruik genomen. Naast legerbarakken was er een kantoor, een basismagazijn, een magazijn voor mob opslag, een werkplaats en een garage.
In 1956 werd het takenpakket van 'NS Zuid' uitgebreid met het bemannen en bedienen van het kustradarstation 'Rotterdam' in Hoek van Holland. Daarnaast kwam er in 1956 een opleidingsschool voor de opleiding van gevechtsleiders, supervisors en radarbedienaars, waardoor er extra gebouwen moesten komen. Ook werden er een aantal bestaande gebouwen verbouwd. Het totaal aantal gebouwen op het terrein kwam op 31. Er was toen 255 man gelegerd plus tien honden van het Luchtmacht Bewakingskorps (LBK).

#### Veranderingen
Doordat de NAVO-strategie veranderde, veranderde ook de situatie voor het kamp. In West-Duitsland werden er Nike-raketten geplaatst waardoor het navigatiestation (NS 'Zuid') overbodig werd. Ook de lichte luchtdoelartillerieafdelingen werden opgeheven. Het navigatiestation ging in 1961 volledig als opleidingsinstituut voor het Meldings- en Gevechtsleidingsstelsel (M&G) fungeren. In het kamp kwam hiervoor een extra barak, extra lokalen, bureaus en de eetzaal werd uitgebreid. In het deel van het navigatiestation wat niet gebruikt werd, kwam het Mechanisch Elektronische Verwerking Administratieve Gegevens (MEVAG). De naam werd eerst in 1963 gewijzigd in Defensie Computer Centrum, later werd dit het Duyverman Computer Centrum (DCC). Vanaf 1997 ging het deel uitmaken van het Defensie Telematica Organisatie (DTO). Het aantal personen die ondergebracht waren in het kamp was: 29 officieren, 93 onderofficieren en 302 overigen.
Het opleidingsinstituut bestond ook kort en werd al op 1 november 1963 opgeheven, waarmee een einde kwam aan de primaire luchtmachtbestemming van het kamp. In 1962 kwam de verbindingseenheid van de landmacht in het kamp, maar het duurde nog tot 1968 voordat het kamp officieel werd overgedragen aan de landmacht.

### Landmacht
Naast de luchtmacht, had de landmacht ook mensen op het kamp, de luchtdoelartilleristen. Het territoriale 929 Afdeling Lichte Luchtdoelartillerie en het 911 Luchtdoelartillerie detachement, beiden onder bevel gesteld van 901 Luchtverdedigingskring zaten eerst in Steenwijkerwold, maar om coördinatieproblemen te voorkomen werden zij verplaatst naar De Lier.

#### Verbindingsbeveiligings Controledetachement
Het eerst volgende detachement die werd ondergebracht in het Schefferkamp was het Verbindingsbeveiligings Controledetachement die afkomstig uit Delft waren. De taak van hen was de eigen eenheden middelen beschermen tegen elektronische activiteiten van een potentiële vijand. Daarbij gaan ze als ware met de oren van de vijand naar de eigen verbindingen luisteren. Het ging om een detachement bestaande uit 3 officieren, 13 onderofficieren en 14 overigen. In 1988 kwam het bericht dat het detachement naar Ede zou verhuizen. In 1990 kwam een eind aan het verblijf van het detachement in De Lier.

#### Operationele verbindingseenheid
Na het Verbindingsbeveiligings Controledetachement kwam ook vanaf 1 november 1963 het 524 Verbindingsdienst Depotcompagnie uit Delft en de 893 Telefoonbataljon die verantwoordelijk was voor het militaire diensttelefoonnet (MDTN). Door een veranderende NAVO strategie werd het 893 Telefoonbataljon met ingang van 1 april 1966 opgeheven en werden er twee nieuwe verbindingseenheden opgericht. Lang bleven die niet bestaan, want na drie jaar was er wederom een reorganisatie. Op 1 juni 1969 ontstond het 543 Verbindingsbataljon met een A-compagnie in Den Haag, een C-compagnie in Utrecht en een B-compagnie met de bataljonsstaf in De Lier.
In 1989 kreeg het bataljon opdracht om te verhuizen naar de Knoopkazerne in Utrecht. De B-compagnie vertrok naar de Seeligkazerne in Breda.

#### 422 Infanterie Beveilingscompagnie
Eind 1964 werd het 422 Infanterie Beveiligingscompagnie in het kamp gehuisvest Door de goede prestaties van de compagnie ontvingen zij in 1981 van de Nationaal Territoriaal Commandant de
Onderscheidingsvlag. Als laatste van de infanteriebeveiligingscompagnieën kregen zij in 1991 een zelfstandige functieopleiding voor de dienstplichtigen en werd er een schoolpeloton opgericht.
In de jaren tachtig was sprake van de verhuizing van de compagnie naar de Alexanderkazerne in Den Haag, wat uiteindelijk niet is doorgegaan, doordat waarschijnlijk de verbindingsbataljon vertrok uit het Schefferkamp waardoor er geen ruimtegebrek meer was. Later in 1993 was er wederom sprake van het vertrek uit De Lier door de slechte staat van de infrastructuur op het kamp. Dit ging niet door omdat toen al duidelijk was dat de Infanterie Beveilingscompagnieën opgeheven zouden worden. Dit gebeurde voor het 422 op 1 juli 1994, waarbij één peloton overbleef en vertrok naar een ander kamp.

#### 450 Contra Inlichtingen Detachement
Inlichtingendiensten verzamelen informatie om afbreuk te doen aan tegenstanders, maar nemen ook maatregelen om te voorkomen dat dit omgekeerd gebeurt. Een detachement, het 450 Contra Inlichtingen Detachement was gevestigd op het Schefferkamp en deed onopvallend haar taak. In de jaren zeventig kwam er op het kamp het secretariaat, de afdeling informatieverwerking en een coördinator Beveiligingszaken.

#### Zenderpark
In 1978 werd er een plan opgesteld om radioparken in de Nationale Sector in te richten. Deze parken konden goede verbindingen maken met de uitzendgebieden, waaronder Libanon, Angola en de Sinaï. Er werd gekozen om drie parken in te richten, waarvan een in De Lier, een in Katwijk en een bij fort Wierickerschans. In het jaar 1984 was het radiopark operationeel. Eerst was het nog tijdelijk, maar in 1991 werd voor een permanente oplossing gekozen. Toen bekend werd dat het kamp gesloten zou worden werd begin 1992 gekozen voor constructie van nieuwbouw. De afscheiding die gebouwd werd was voltooid in 1994 en het radiopark werd in gebruik genomen in 1995.

## Bewoonbaarheid en sluiting
Het houten barakkenkamp werd gebouwd in de jaren 50 met de normen van die tijd. Verantwoordelijk voor het onderhoud was vanaf de bouw het BABOV (Bureau Aanleg Beheer en Onderhoud Vliegvelden). Aan het onderhoud was weinig op aan te merken, maar toen het kamp volledig van de landmacht werd, was het BABOV officieel nog verantwoordelijk voor het onderhoud. Onduidelijk was het wie voor de kosten moest opdraaien, wat resulteerde in aanvragen voor voorzieningen die steeds heen en weer werden gekaatst tussen de twee.
In 1964 was er nog niks op aan te merken aan het kamp, wat blijkt uit het jaarverslag van de Telefoonbataljon. Al enkele jaren later, in 1966 kwamen er al klachten over onvolkomenheden. In 1974 werden de eisen waaraan de gebouwen moesten voldoen verhoogd en werd er voorspeld dat er onder de huidige omstandigheden nog 10 jaar gebruik van gemaakt kon worden. In latere jaren verbleven de militairen steeds minder 's avonds op het kamp waardoor de druk op de voorzieningen verminderden. Bij het halfjaarlijks hygiënisch rapport in 1988 meldde de kazernecommandant dat het kamp hygiënisch zwaar onvoldoende scoort, bouwvallig en
een ‘vervallen rotzooi’ is.
Toen op 1 juli 1994 het 422 Infanterie Beveiligings Compagnie als laatste bewoner werd opgeheven, sloot het kamp en werd het overgedragen aan de DGWT.

## Asielzoekerscentrum

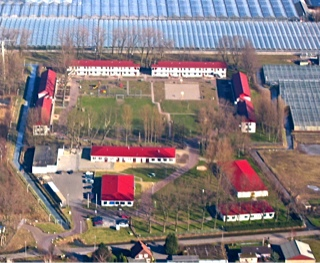
Luchtfoto van het nieuwe AZC De Lier

Na de sluiting van het militaire kamp, werd het terrein in maart 1995 als asielzoekerscentrum in gebruik genomen en bood het plaats aan 215 personen. Hiertoe werden enkele barakken gesloopt en de meest geschikte gebouwen aangepast voor de opvang van asielzoekers. Omdat de toestroom van asielzoekers eind jaren 90 weer toenam, werd met de toenmalige gemeente De Lier overeengekomen dat het opvangcentrum AZC De Lier tot 2004 mocht blijven bestaan. Het Centraal Orgaan opvang Asielzoekers (COA) besloot toen om op dezelfde locatie een nieuw centrum te realiseren met 6 prefab woongebouwen, die onderdak boden aan 360 asielzoekers. Omdat het nieuwe asielzoekerscentrum door het COA als een 'modelcentrum' werd beschouwd, kwamen er regelmatig ministers, burgemeesters en andere verantwoordelijke personen uit binnen- en buitenland op bezoek in het centrum. In augustus 2004 werd het centrum ontmanteld en werden alle opstallen via de Dienst der Domeinen verkocht en verplaatst naar onder andere Albanië (school) en in België (vakantiepark).

## Arcadia Chrysanten
Nadat het grondgebied aan aantal jaren braak heeft gelegen, is het perceel aangekocht door een naburige chrysanten kwekerij.

## Trivia
- Op vrijdag 6 september 1968 bezocht Prins Bernhard als Inspecteur generaal der Krijgsmacht het Schefferkamp.
- In de jaren zeventig verbleven er voor het eerst vrouwen op het mannenkamp. Dit was de uitkomst van een tijdelijk probleem, omdat het Milvakamp in Kijkduin werd gesloten. De bedoeling was dat zij ondergebracht zouden worden in de Alexanderkazerne in Den Haag, maar de benodigde verbouwing was nog niet gereed. Ongeveer 60 vrouwen werden toen ondergebracht in barak 20. In 1979 kwam hieraan een einde toen het paviljoen in Den Haag werd opgeleverd.

## Bron
- SCHEFFERKAMP IN DE LIER door majoor b.d. W. Vastenhoud